# Camps de Sport del Sardinero (1913)
L'antic estadi El Sardinero, també anomenat Camps de Sport del Sardinero, fou un estadi de futbol de la ciutat de Santander, Espanya.
Va ser construït el 1913. Fou la seu del club Racing de Santander durant tres quarts de segle. L'any 1988 fou reemplaçat per l'actual estadi El Sardinero i finalment demolit el 2008. Tenia una capacitat per a 20.000 espectadors. El darrer partit disputat fou el 15 de maig de 1988 en un Racing - Granada (0-0).
Durant la guerra civil espanyola, aquest terreny fou habilitat com a camp de concentració per a presoners republicans.